# Xã Blair, Michigan
Xã Blair (tiếng Anh: Blair Township) là một xã thuộc quận Grand Traverse, tiểu bang Michigan, Hoa Kỳ. Năm 2010, dân số của xã này là 8.209 người.